# Caterham CT05
La Caterham CT05 è una vettura da Formula 1 sviluppata per la partecipazione al campionato mondiale di Formula 1 2014.

## Tecnica

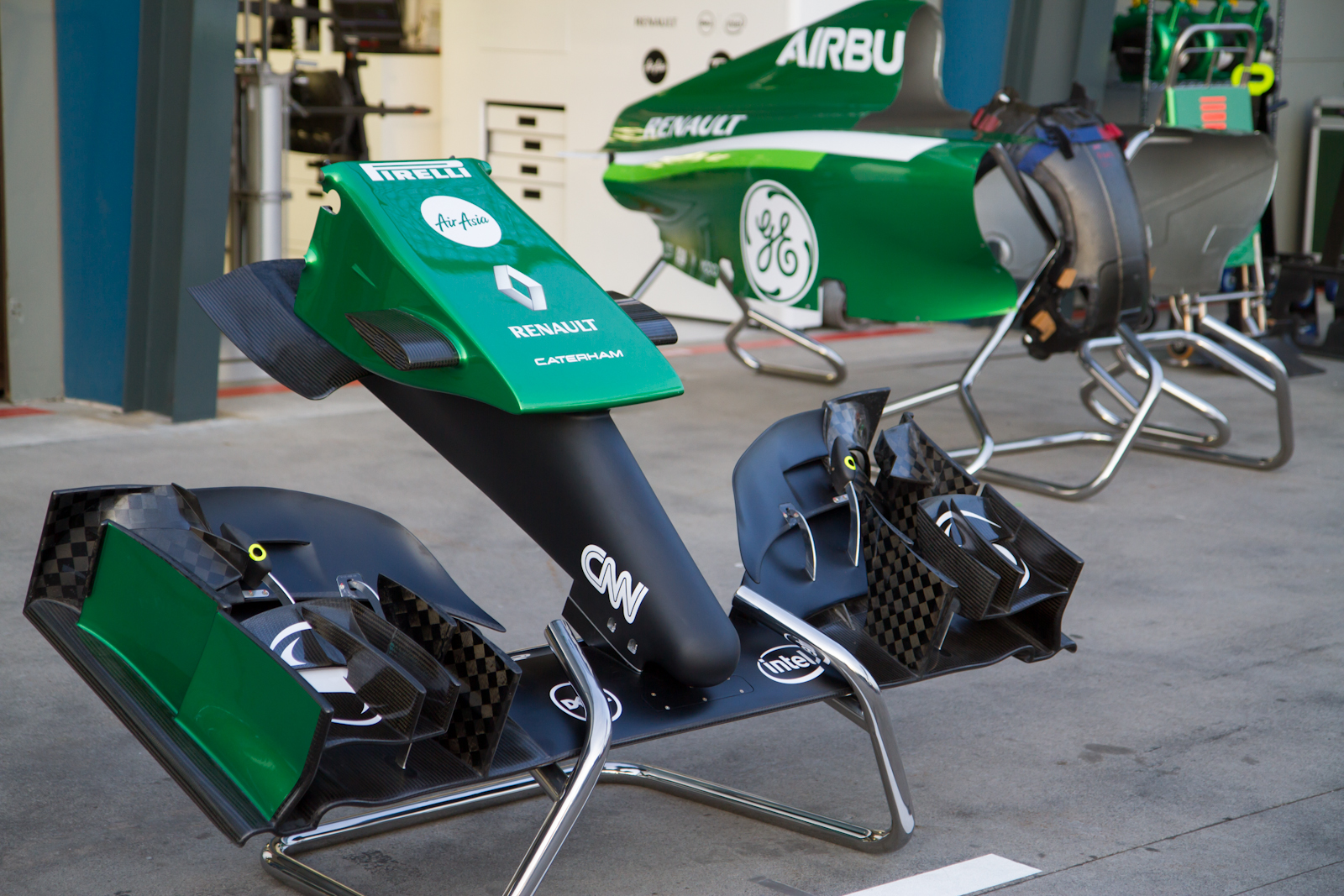
Il peculiare musetto della CT05

La caratteristica più peculiare della vettura era il musetto, caratterizzato da un unico pilone centrale da cui si dipartivano due sostegni estremamente corti e ravvicinati tra loro. In occasione del Gran Premio del Belgio il raccordo tra il pilone e la scocca fu reso meno spigoloso.
Rispetto alla vettura precedente le fiancate furono ingrandite per aumentare l'aria incamerata per il raffreddamento del propulsore V6 turbocompresso fornito dalla Renault.

## Livrea e sponsor
La livrea della CT05 ricalcò quella della vettura precedente, con una tinta uniforme verde. Tra gli sponsor ci sono Renault, Airbus, AirAsia, GE e Intel.

## Piloti
Rispetto al 2013 la Caterham sostituì entrambi i piloti, ingaggiando il giapponese Kamui Kobayashi (già pilota di Toyota e Sauber tra il 2009 ed il 2012) e l'esordiente svedese Marcus Ericsson.
Nel Gran Premio del Belgio Kobayashi fu sostituito dal tedesco André Lotterer, pilota attivo principalmente nell'Endurance, mentre nel finale Gran Premio di Abu Dhabi il debuttante britannico Will Stevens prese il posto di Ericsson.
| Piloti ufficiali       | Piloti ufficiali | Piloti ufficiali |
| Nazione                | Nome             | Numero           |
| ---------------------- | ---------------- | ---------------- |
| Giappone (bandiera)    | Kamui Kobayashi  | 10               |
| Svezia (bandiera)      | Marcus Ericsson  | 9                |
| Germania (bandiera)    | André Lotterer   | 45               |
| Regno Unito (bandiera) | Will Stevens     | 46               |
| Collaudatori           |                  |                  |
| Nazione                | Nome             | Numero           |
| Stati Uniti (bandiera) | Alexander Rossi  | 45               |
| Spagna (bandiera)      | Roberto Merhi    | 45               |
| Paesi Bassi (bandiera) | Robin Frijns     | 46               |

## Stagione
La vettura fu presentata il 28 gennaio 2014 presso il circuito di Jerez de la Frontera, in Spagna.
Come le monoposto precedenti costruite dalla scuderia anglo-malese, la CT05 si rivelò poco competitiva, rimanendo relegata nelle ultime posizioni del gruppo insieme alle rivali Marussia. Nell'inaugurale Gran Premio d'Australia Kobayashi, approfittando delle mutevoli condizioni meteo, riuscì a passare la prima fase delle qualifiche, facendo segnare il quindicesimo tempo. Tuttavia, la gara del giapponese terminò alla prima curva per un problema ai freni, a causa del quale Kobayashi tamponò Felipe Massa ponendo fine alla gara di entrambi.

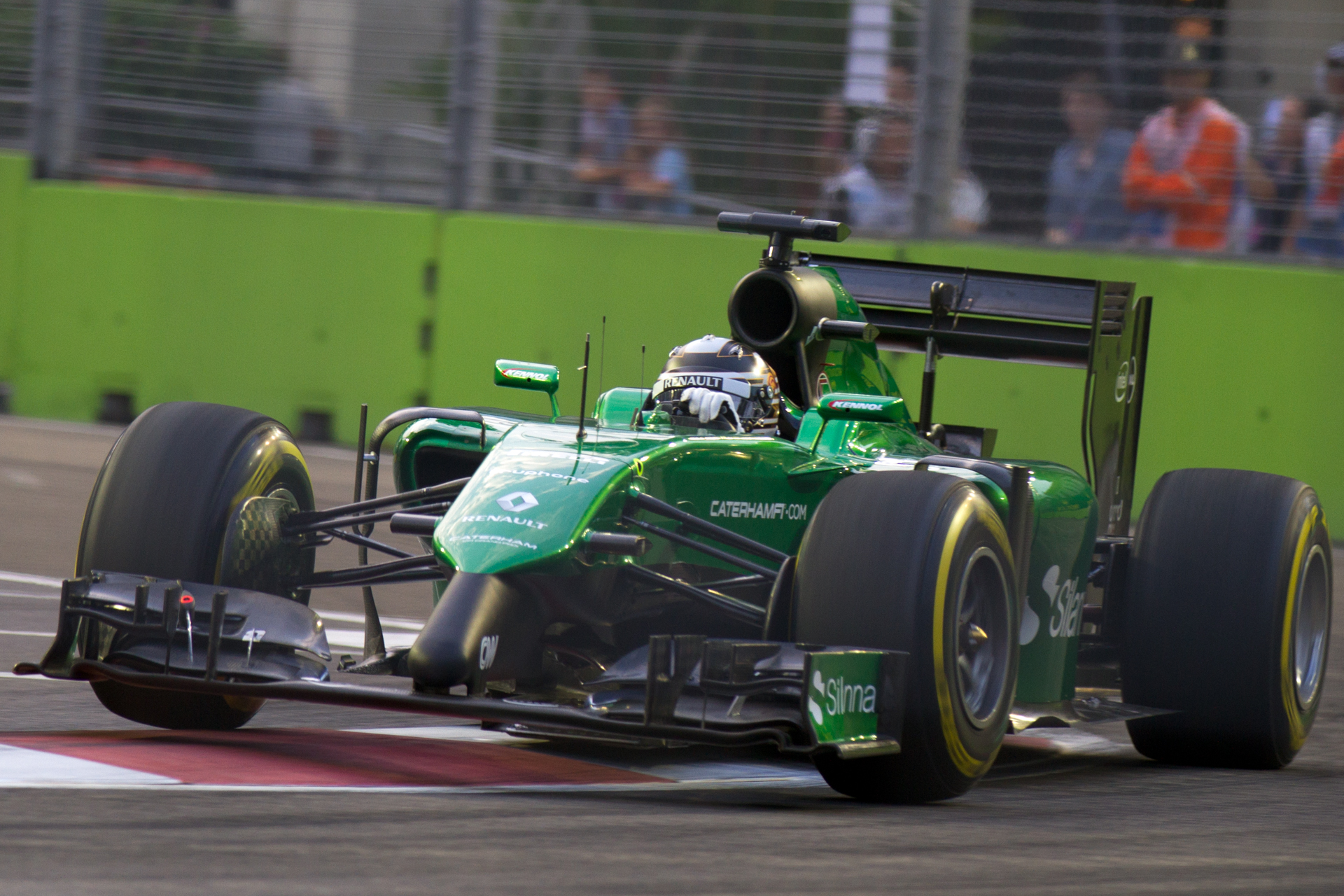
Kobayashi durante il Gran Premio di Singapore

Nelle gare successive né Kobayashi né Ericsson riuscirono a ottenere risultati di rilievo. Il miglior piazzamento in gara fu l'undicesimo posto colto dallo svedese nel Gran Premio di Monaco; tuttavia, in quell'occasione Jules Bianchi portò a punti la sua Marussia dopo un lungo duello con Kobayashi, relegando la Caterham all'ultimo posto nella classifica costruttori.
Nel Gran Premio del Belgio Kobayashi fu sostituito dal debuttante André Lotterer, pilota attivo principalmente nell'Endurance. Il giapponese tornò alla guida nel successivo Gran Premio d'Italia.
La situazione economica della scuderia peggiorò fino a un punto critico, tanto che la Caterham fu posta in amministrazione controllata e saltò le due gare in programma negli Stati Uniti e in Brasile. La scuderia, grazie anche ad una raccolta fondi su Internet, fece ritorno nel conclusivo Gran Premio di Abu Dhabi, nel quale Ericsson fu sostituito dal debuttante britannico Will Stevens.
La Caterham chiuse la stagione all'ultima posizione nella classifica costruttori, non avendo fatto segnare nessun punto.

## Risultati in Formula 1
| Anno | Team             | Motore  | Gomme | Piloti    |     |    |     |    |     |    |     |    |     |    |     |     |    |    |    |     |  |  |     | Punti | Pos. |
| ---- | ---------------- | ------- | ----- | --------- | --- | -- | --- | -- | --- | -- | --- | -- | --- | -- | --- | --- | -- | -- | -- | --- |  |  | --- | ----- | ---- |
| 2014 | Caterham F1 Team | Renault | P     | Ericsson  | Rit | 14 | Rit | 20 | 20  | 11 | Rit | 18 | Rit | 18 | Rit | 17  | 19 | 15 | 17 | 19  |  |  |     | 0     | 11º  |
| 2014 | Caterham F1 Team | Renault | P     | Kobayashi | Rit | 13 | 15  | 18 | Rit | 13 | Rit | 16 | 15  | 16 | Rit |     | 17 | NP | 19 | Rit |  |  | Rit | 0     | 11º  |
| 2014 | Caterham F1 Team | Renault | P     | Lotterer  |     |    |     |    |     |    |     |    |     |    |     | Rit |    |    |    |     |  |  |     | 0     | 11º  |
| 2014 | Caterham F1 Team | Renault | P     | Stevens   |     |    |     |    |     |    |     |    |     |    |     |     |    |    |    |     |  |  | 17  | 0     | 11º  |

| Legenda | 1º posto     | 2º posto | 3º posto    | A punti         | Senza punti/Non class.  | Grassetto – Pole position Corsivo – Giro più veloce |
| Legenda | Squalificato | Ritirato | Non partito | Non qualificato | Solo prove/Terzo pilota | Grassetto – Pole position Corsivo – Giro più veloce |